# Bell X-22
Die Bell X-22 war ein V/STOL-Experimentalflugzeug mit vier kippbaren Mantelpropellern. Der Start sollte wahlweise senkrecht, mit um 90° nach oben geschwenkten Propellern, oder auf einer kurzen Startbahn mit etwa 45° nach vorn geschwenkten Propellern erfolgen können (V/STOL = Vertical/Short Take-Off and Landing, senkrecht/kurz starten und landen). Gleichzeitig sollte die X-22 mehr Aufschluss über die taktische Verwendbarkeit eines Senkrechtstarters als Truppentransporter bringen, so wie vor ihr die Hiller X-18 und nach ihr die Bell XV-15. Eine weitere Vorgabe bestand darin, im Horizontalflug eine Geschwindigkeit von mindestens 525 km/h zu erreichen.

## Geschichte
Anfang der 1960er-Jahre wollten sowohl U.S. Air Force, U.S. Army als auch U.S. Navy das Konzept des Mantelpropellers für ein VTOL-Fluggerät erproben. Bei der entsprechenden Ausschreibung setzte sich Bell gegen einen Entwurf von Douglas durch.
Am 30. November 1962 schrieb die U.S. Navy den Bau von zwei Prototypen mit V/STOL-Eigenschaften und vier Mantelpropellern aus. Bei Bell hatte man sich bereits in den 1950er-Jahren intensiv mit senkrecht start- und landefähigen Fluggeräten befasst und konnte auf vorhandene Erfahrungen mit der Bell XV-3 und dem Modell 65 und eine Versuchsattrappe zurückgreifen, von der die konstruktive Auslegung des Modells D2127 übernommen wurde. Die Prototypen erhielten jedoch Seriennummern (151520 und 151521) der US-Marine und bekamen die militärische Typenbezeichnung X-22.
1963 wurden Modelle in verschiedenen Maßstäben in Windkanälen der NASA getestet. 1964 begannen Tests der Antriebs- und Steuerungssysteme auf Testständen und Ende 1964 begann die Montage der ersten Maschine im Werk in Wheatfield bei Buffalo, wobei die beiden Prototypen die letzten dort gebauten Maschinen waren. Am 25. Mai 1965 erfolgte der Rollout der ersten Maschine und am 30. Oktober 1965 der zweiten. Am 17. März 1966 fand der zehnminütige Erstflug des ersten Prototyps mit Stanley Kakol und Paul Miller in Wheatfield nach zahlreichen statischen Versuchen statt. Im Gegensatz zu anderen Kipprotorflugzeugen (z. B. der Bell XV-3) gelangen praktisch auf Anhieb zahlreiche Transitionen (Übergang vom Schwebeflug zum Horizontalflug und umgekehrt). Das Interesse galt dabei mehr der Erforschung der VTOL- und V/STOL-Eigenschaften als weniger dieser speziellen Bauform.
Aufgrund nachlässiger Wartung, die zum Ausfall des Hydrauliksystems führte, stürzte der erste Prototyp am 8. August 1966 ab. Die Techniker schlachteten ihn aus, um den noch nicht fertiggestellten zweiten Prototyp flugfähig zu machen, der Rumpf wurde noch einige Zeit als Simulator bei Calspan genutzt.
Die zweite X-22 flog erstmals am 26. Januar 1967 und im März 1967 erfolgte der erste Übergang vom Senkrecht- zum Reiseflug. Ab Januar 1968 wurde die Maschine von den drei Teilstreitkräften erprobt und am 19. Mai 1968 offiziell an die U.S. Navy übergeben. Dabei gelang am 30. Juli 1968 ein Schwebeflug in einer Höhe von 2445 m. Im Frühjahr 1970 wurde sie mit dem variablen Flugsteuerungs- und Stabilisierungssystem LORAS (Linear Omnidirectional Resolving Airspeed System) des Cornell Aeronautical Laboratory ausgestattet, was den Flugleistungsbereich erweiterte. Insgesamt wurden bei den nachfolgenden Tests in Buffalo (New York) noch 272 Flüge mit 280 Flugstunden, 130 VTOL-Starts und 236 VTOL-Landungen durchgeführt. Obwohl die X-22 als das bis dato beste Flugzeug seiner Art galt, wurde das Programm eingestellt. Die geforderte Höchstgeschwindigkeit von 525 km/h wurde nie erreicht. Der zweite Prototyp ging an Cornell Aeronautical Laboratory zur weiteren Erprobung, die bis zum Oktober 1984 andauerte. Der letzte dokumentierte Flug fand 1988 statt, wobei bei den über 500 Flügen mehr als 400 Flugstunden zustande kamen. Derzeit wird er im Niagara Aerospace Museum, New York ausgestellt.
Obwohl die Mantelpropeller als brauchbar galten, wurden sie seither nicht wieder an einem US-amerikanischen Militärflugzeug verwendet.

## Konstruktion
Die zweisitzige Maschine hatte einen kastenförmigen Rumpf mit einem Seitenleitwerk ohne Höhenruder. Das einziehbare Fahrwerk bestand aus zwei einzeln bereiften Hauptfahrwerken und einem doppelt bereiften Bugrad. Die vier ummantelten dreiblättrigen Hamilton-Standardpropeller waren in Gondeln an den Tragflächen montiert und wurden über ein Verbundwellen- und Getriebesystem von vier Wellenturbinen YT58-GE-8D angetrieben, die paarweise an den hinteren Stummelflügeln montiert waren. Die Gondeln ließen sich hydraulisch um bis zu 95° schwenken. Gesteuert wurde das Flugzeug durch die Blattverstellung der Propeller in Kombination mit den im Nachstrom der Propeller befestigten kombinierten Höhen- und Querrudern (Elevons) und der Schwenkung der Gondeln. Im mit Zero-Zero-Schleudersitzen ausgerüsteten Cockpit waren mit Knüppel und Ruderpedalen konventionelle Steuerorgane vorhanden, die durch einen Blattverstellhebel und Schalter für die Gondelverstellung ergänzt wurden. Ein elektro-hydraulisches Trimmsystem erzeugte realistische Steuerdrücke in allen Flugbereichen. Das vom Cornell Aeronautical Laboratory entwickelte variable Steuerungssystem VSS erlaubte die Simulation anderer Senkrechtstarter, wobei aus Sicherheitsgründen nur die Eingaben des linken Pilotensitzes beeinflusst wurden.

## Technische Daten
| Kenngröße                        | Daten                                                                |
| -------------------------------- | -------------------------------------------------------------------- |
| Besatzung                        | 2                                                                    |
| Länge                            | 12,07 m                                                              |
| Spannweite                       | 11,96 m (hintere Tragflächen) 7,01 m (vordere Tragflächen)           |
| Höhe                             | 6,31 m                                                               |
| Propellerdurchmesser             | 2,13 m                                                               |
| Rüstmasse                        | 4763 kg                                                              |
| Leermasse                        | 6622 kg                                                              |
| Startmasse                       | 8020 kg                                                              |
| Höchstgeschwindigkeit            | 410 km/h                                                             |
| max. Flughöhe                    | 8475 m                                                               |
| Schwebeflughöhe mit Bodeneffekt  | 3660 m                                                               |
| Schwebeflughöhe ohne Bodeneffekt | 1830 m                                                               |
| Reichweite                       | 890 km                                                               |
| Triebwerke                       | 4 General Electric-YT58-GE-8D-Wellenturbinen mit je 932 kW (1267 PS) |